# マテリアルフローコスト会計
マテリアルフローコスト会計（マテリアルフローコストかいけい、Material Flow Cost Accounting）は、MFCAと略される、環境会計の手法のひとつである。

## 成立背景
今までの環境会計では、環境対策に使われた費用にばかり目が行き、それが本当に環境対策になっているのか、また企業にとって環境会計がプラスになるのか、根本のところで疑問の生じる企業が多かった。しかし最近では世界的に環境への注目度が高まり、温室効果ガスの排出制限や有害廃棄物削減などの環境負荷低減が国際的に義務化されてきた。企業経営者にはこれまでにも増して環境経営への意識向上が迫られるようになってきた。従来、環境対策は利益を生まない経営コストとして過小評価されてきたが、CSRにおいて環境保全への取組み姿勢を社内外に示す説明責任はもはや不可避となってきたのである。

## 概要
マテリアルフローコスト会計は、環境問題への取り組みが盛んなドイツで開発された、生産工程で生じるロスに着目した環境会計の手法である。製造プロセスにおける資源やエネルギーのロスに着目して、原価計算システムにマテリアルの重量情報や温室効果ガス等の排出情報を統合することで、そのロスに投入した材料費、加工費、設備償却費などを「負の製品のコスト」として、総合的にコスト評価を行なう。これによって、これまで見過ごしていた廃棄物の経済的価値および環境負荷の大きさを可視化できる。これら「負の製品コスト」および「環境コスト」の「見える化」によって、社内的にはコストダウンを達成し、対外的には企業の社会的責任を果たすことが同時に可能になるのである。その廃棄物削減と生産性向上を同時に実現する「環境と経済の両立」を果たす点が大きな特徴であり、優れた環境経営の手法のひとつとされている。

## 国際標準化
経済産業省は、マテリアルフローコスト会計について、2007年11月に国際標準化機構に国際標準化に向けた作業開始の提案を行った。そして2008年3月に環境マネジメント分野の専門員会で同会計の規格化作業の開始が採択されたと発表した。これからは日本がイニシアチブを取りながら、規格化の作業を行うワーキンググループを設立し、3年後を目途に国際規格発行に向けた作業に着手する。
マテリアルフローコスト会計は、当初ドイツで原型が開発されたが、日本に導入されるとマテリアルを原材料やエネルギー等に細分化し、工程ごとに測定する方法などを取り入れて活用しやすい手法に改良された。廃棄物として出るモノは最初から入れないという生産プロセスのイノベーションにより、廃棄物の発生抑制の効果と、生産性向上の両面で活用できると期待されている。2011年9月にISO 14051として標準化された。